# L. Yves Fortier
Pour les articles homonymes, voir Yves Fortier et Fortier.
L. Yves Fortier (né le 11 septembre 1935), aussi connu comme Yves Fortier et Louis-Yves Fortier, est un avocat, homme d'affaires, et diplomate canadien.

## Biographie
Né à Québec, il a reçu son Baccalauréat ès arts (B.A.) de l'Université de Montréal en 1955, son Bachelor of Civil Law (B.C.L.) de l'université McGill en 1958, et son Baccalauréat en lettres (B.Litt.) de l'université d'Oxford, comme boursier Rhodes, en 1960. En 1961, il est appelé au Barreau du Québec. 
De 1984 à 1989, il est membre de la Cour d'arbitrage international de La Haye. De 1988 à 1992, après avoir décliner une offre de siéger à la Cour suprême du Canada, il est ambassadeur et représentant permanent du Canada aux Nations unies. En 1989-1990, il est également le représentant du Canada au Conseil de sécurité de l'ONU, qu'il préside en octobre 1989. En 1996, il est le procureur du Conseil de la magistrature du Québec au procès en destitution du juge Jean Bienvenue. De 1998 à 2001, il a occupé la présidence de la London Court of International Arbitration. 
Jusqu'à l'offre publique d'achat hostile en février de 2006 par Jerry Zucker, il a tenu le titre traditionnel du gouverneur (c'est-à-dire, président du conseil) de la Compagnie de la Baie d'Hudson (HBC). HBC est la société la plus ancienne du Canada et de l'Amérique de nord, fondée le 2 mai 1670. 
Fortier fut président du conseil et associé principal du cabinet juridique Ogilvy Renault et président du conseil d'administration d'Alcan inc. Dans son autobiographie, la journaliste et ex-députée libérale Christine St-Pierre dit de lui, en faisant référence aux années 1990, que c'est « probablement le meilleur plaideur au Canada ».

## Distinctions
- 1976 - Conseiller de la reine[2]
- 1984 - Officier de l'Ordre du Canada
- 1991 - Compagnon de l'Ordre du Canada
- 1992 -  Médaille du Barreau du Québec
- 2006 - Officier de l'Ordre national du Québec
- 2009 - Récipiendaire de la médaille Paul-André-Crépeau, décernée par l'Association du Barreau canadien, division du Québec[3].